# Business Region Göteborg
Business Region Göteborg AB (BRG) är ett helägt, icke-vinstinriktat dotterbolag till Göteborgs Stadshus AB, vilket i sin tur är helägt av Göteborgs Stad. BRG arbetar för ökad sysselsättning och hållbar tillväxt i Göteborgsregionen.   

## Historia
År 1977 bildades Näringslivssekretariatet som en enhet direkt underställd kommunstyrelsen i Göteborg. År 1992 inledde 13 kommuner ett samarbete för att skapa utveckling och tillväxt i Göteborgsregionen, vilket medförde att Näringslivssekretariatet Göteborg blev bolag den 1 januari 2000 med namnet Business Region Göteborg AB.

## Verksamhet
Business Region Göteborg driver bland annat ett antal branschutvecklande projekt som syftar till att bidra till tillväxten på strategiska områden. Fokus ligger på de branscher som är starka inom regionen. Business Region Göteborg arbetar även med bland annat internationalisering och företagsutveckling. Företaget hjälper såväl beﬁntliga företag som nyetableringar i deras ambitioner att växa. BRG erbjuder utvecklande projekt, utbildningsprogram och rådgivning för regionens företagare och underlättar för dem som vill etablera sig här. Business Region Göteborg fungerar som en motor, möjliggörare, projektledare och kontaktförmedlare, med målet att bidra till hållbar tillväxt.

## Ägande och finansiering
Business Region Göteborg ägs till 100 % av Göteborgs Stadshus AB. Den grundläggande finansieringen sker genom driftsbidrag från Göteborgs stad och de övriga samverkanskommunerna, i proportion till folkmängd. Övrig finansiering sker bland annat genom projektbidrag från näringslivet i regionen. De tretton kommuner som ingår i samarbetet är: Ale, Alingsås, Härryda, Kungälv, Kungsbacka, Lerum, Lilla Edet, Mölndal, Partille, Stenungsund, Tjörn, Öckerö och Göteborg.